# Indischer Zwergstachelaal
Der Indische Zwergstachelaal (Macrognathus pancalus) ist ein kleiner Süß- und Brackwasserfisch, der auf dem Indischen Subkontinent in Indien, Bangladesh, Nepal und Pakistan vorkommt. Er bewohnt schlammige Gewässerböden in ruhigen Flussabschnitten, Kanälen, Teichen, überfluteten Reisfeldern und Flussmündungen in den Ebenen des Subkontinents.

## Merkmale
Der Indische Zwergstachelaal wird maximal 18 cm lang. Männchen werden mit 10–11 cm Länge geschlechtsreif, Weibchen mit einer Länge von 11–12 cm. Die Fische sind aalartig langgestreckt und seitlich abgeflacht, die Augen sind klein. Die Seitenlinie ist vollständig, die Schuppen sind cycloid. Entlang der Seitenlinie können 85 bis 87 Schuppen gezählt werden, oberhalb der Seitenlinie 18 bis 19 Schuppenreihen, unterhalb 20 bis 22. Bauchflossen fehlen. Rücken- und Afterflosse sind bei den meisten Individuen von der abgerundeten Schwanzflosse getrennt. Die Rückenflosse beginnt über der Mitte der Brustflosse. Die Rückenflossenstacheln sind kurz. Die weichstrahligen Abschnitte von Rücken- und Afterflosse sind symmetrisch zueinander. Die Fische sind überwiegend grünlich oliv gefärbt, der Rücken dunkeloliv, die Bauchseite gelblich. Entlang den Flanken ziehen sich weißliche bis hellgraue oder hellgelbe Flecken. Entlang der Seitenlinie zieht sich ein heller Längsstreifen. Die Flossen sind gelblich mit dunklen Flecken.

## Lebensweise

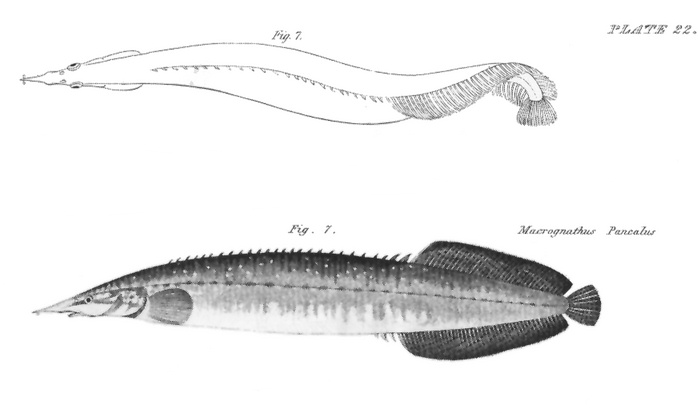
Macrognathus pancalus, Abbildung in der Erstbeschreibung durch Francis Hamilton, 1822

Der Indische Zwergstachelaal ernährt sich hauptsächlich von Insektenlarven, vor allem von Zuckmücken- und Büschelmückenlarven, gefolgt von Köcherfliegen- und Eintagsfliegenlarven. Sie machten in einer Untersuchung 91,27 % des Mageninhaltes aus. Ringelwürmer waren mit 4,85 % vertreten, vor allem Tubifex und andere Schlammröhrenwürmer.
Die Fortpflanzungszeit liegt in der Regenzeit von Mai bis August. Die Fische laichen in den oberflächennahen Wasserregionen zwischen Schwimmpflanzen. Ein Weibchen kann bei einem Ablaichvorgang von mehreren Männchen begleitet werden. Die Eier haben einen Durchmesser von 2–2,5 mm. Sie sind rund und hellbraun, sinken zu Boden, haben keine Filamente, sind aber klebrig. Direkt nach der Laichzeit, von September bis Dezember, werden keine männlichen Fische mehr gefangen. Die Ursache ist unbekannt, könnte aber in einer sehr hohen Mortalität männlicher Tiere nach dem Laichakt liegen.

## Nutzung
In Indien wird der Stachelaal gefangen und zur menschlichen Ernährung genutzt, außerdem als Aquarienfisch nach Nordamerika, Europa und in wohlhabende asiatische Länder exportiert.